# Jerzy Mathias
Jerzy Mathias (ur. 6 stycznia 1937 w Bydgoszczy, zm. 4 lutego 1984 tamże) – polski lekkoatleta, reprezentant Polski na Mistrzostwach Europy w 1962 roku w Belgradzie, ośmiokrotny reprezentant Polski w zawodach towarzyskich pomiędzy: USA, Wielką Brytanią, Grecją czy Włochami. Zmarł w wieku 47 lat na zawał serca. W 1962 roku na Mistrzostwach Europy zajął 21. miejsce w biegu na 10 000 m. 
Biegał w barwach klubu WKS Zawisza Bydgoszcz.Został pochowany na cmentarzu katolickim św. Wincentego à Paulo w Bydgoszczy

## Najważniejsze starty
15 kwietnia 1962 - Żyrardów – bieg przełajowy ok. 3500 metrów, czas: 9:37,8 s złoto mistrzostw Polski
22 lipca 1962 - Warszawa – 5000 metrów, czas: 14:12,0 s złoto mistrzostw Polski
wrzesień 1962 - Belgrad – 10000 metrów, czas: brak informacji 21. miejsce podczas mistrzostw Europy
21 kwietnia 1963 - Puławy – bieg przełajowy ok. 6000 metrów, czas: 18:51,8 s złoto mistrzostw Polski